# 碘化铬
碘化铬是一种无机化合物，化学式为CrI3。它是黑色固体，可用于制备其它铬化合物。
碘化铬和氯化铬同构，其双层晶格中有着立方最密填充排列。铬为八面体配位。

## 制备和性质
碘化铬可由铬和过量的碘反应得到，反应在500 °C进行：
2 Cr  +  3 I2   →   2 CrI3
碘化铬在700 °C分解，升华出碘化亚铬，碘化亚铬的重新碘化可以提纯碘化铬。
在室温时，碘化铬对氧和水蒸气稳定，但在200 °C和氧反应，析出碘。碘化铬的溶解性类似于氯化铬，由于Cr(III)的动力学惰性，碘化铬仅缓慢溶解。但加入碘化亚铬，可以加速其溶解。